# Dijon
Dijon (IPA: [diʒɔ̃]ⓘ) nagyváros Franciaországban, Burgundia-Franche-Comté régió és Côte-d’Or nevű megyéjének is székhelye (prefektúra). Az egykori Burgundi Hercegség fővárosa és egyben a világhírű burgundiai borvidék északi végpontja. Fontos kereskedelmi központ, s egyben a francia vasutak egyik legnagyobb csomópontja. Franciaország kulturális és történelmi városa címet viseli.
A város híres a dijoni mustárról, amely 1856-ból származik, amikor a dijoni Jean Naigeon, a hagyományos mustárrecept szerinti ecetet a nem teljesen érett szőlő savanyú levével, verjus-vel helyettesítette.

## Története

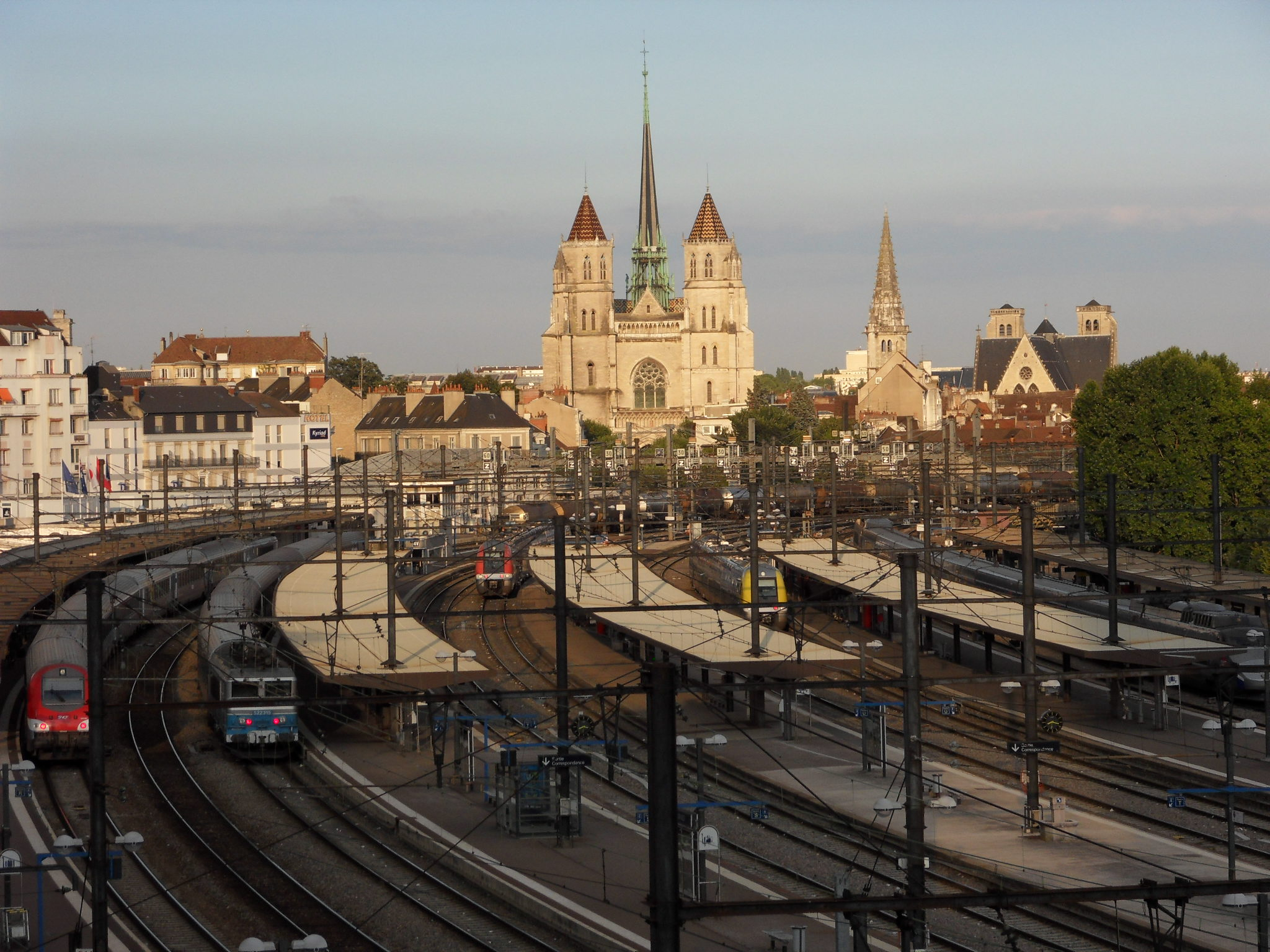
Gare de Dijon-Ville

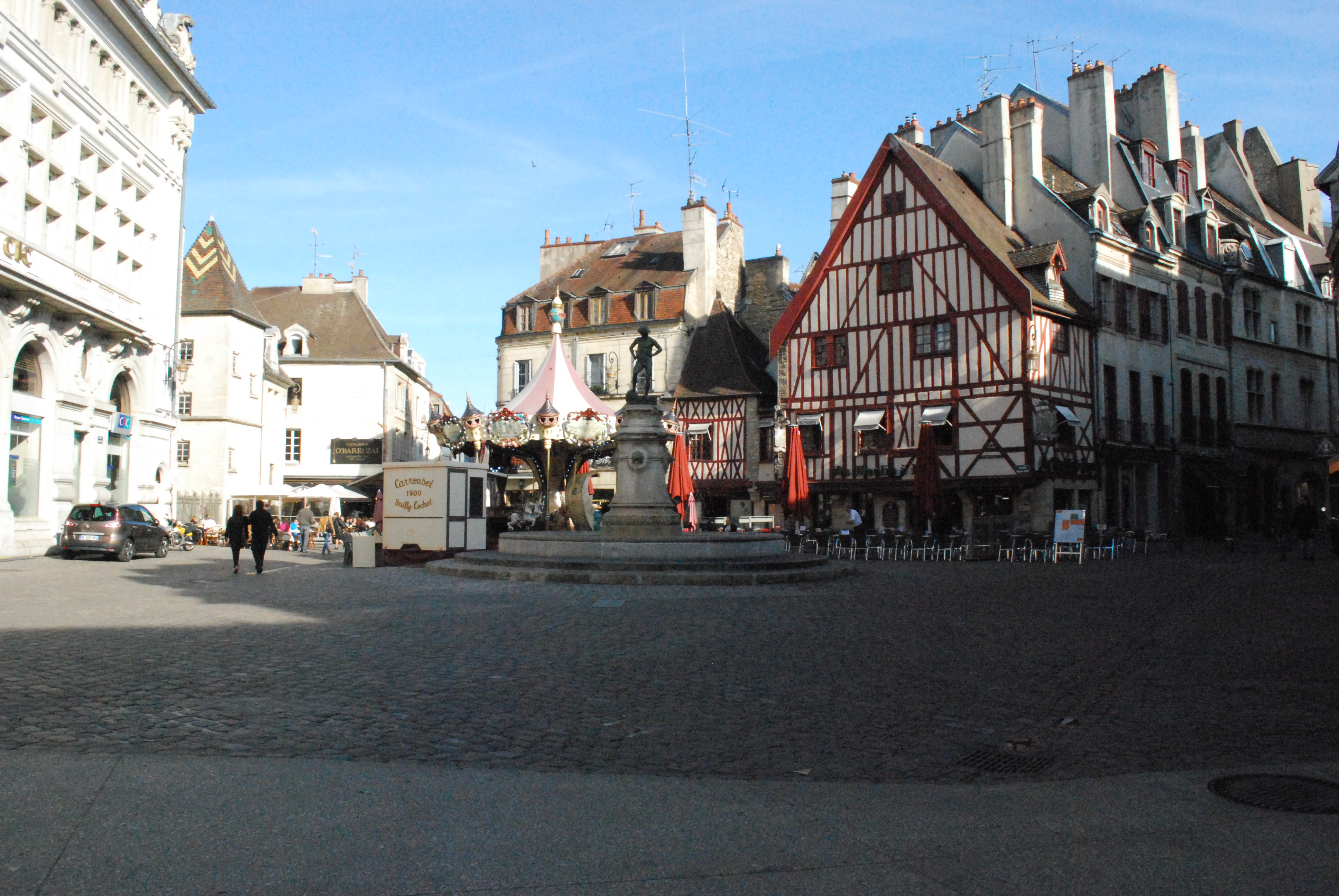

A római időkben vár, castrum létesült itt Divio néven, ám a különböző barbár támadások alaposan tönkretették a települést. Amikor azonban 1015-ben létrejött a burgundiai hercegség, mégis Dijon lett annak székhelye. 1137-ben egy tűzvész szinte az egész települést elpusztította, II. Hugó burgundi herceg ezután bontatta le a szűk városfalakat. Dijon területe hirtelen kitágult, a város gyors fejlődésnek indult, különösen azt követően, hogy Merész Fülöp lett 1350-ben Burgundia hercege. Ő kezdte meg a hatalmas és nagybefolyású hercegség kiépítését, amely ezután a francia király hatalmával is dacolt. Ő és utódai valódi fővárossá és kulturális központtá tették a várost. A település és Burgundia e nagy korszaka egészen Merész Károly herceg haláláig tartott. Ezután a Francia Királyság ismét szilárdan magához csatolta Burgundiát. Dijon ettől kezdve már csak tartományi székhely volt, ahol a polgárság jutott hatalomra. Jelentősége az 1800-as évek közepén nőtt meg ismét, amikor ide is eljutott a vasút.

## Látnivalók

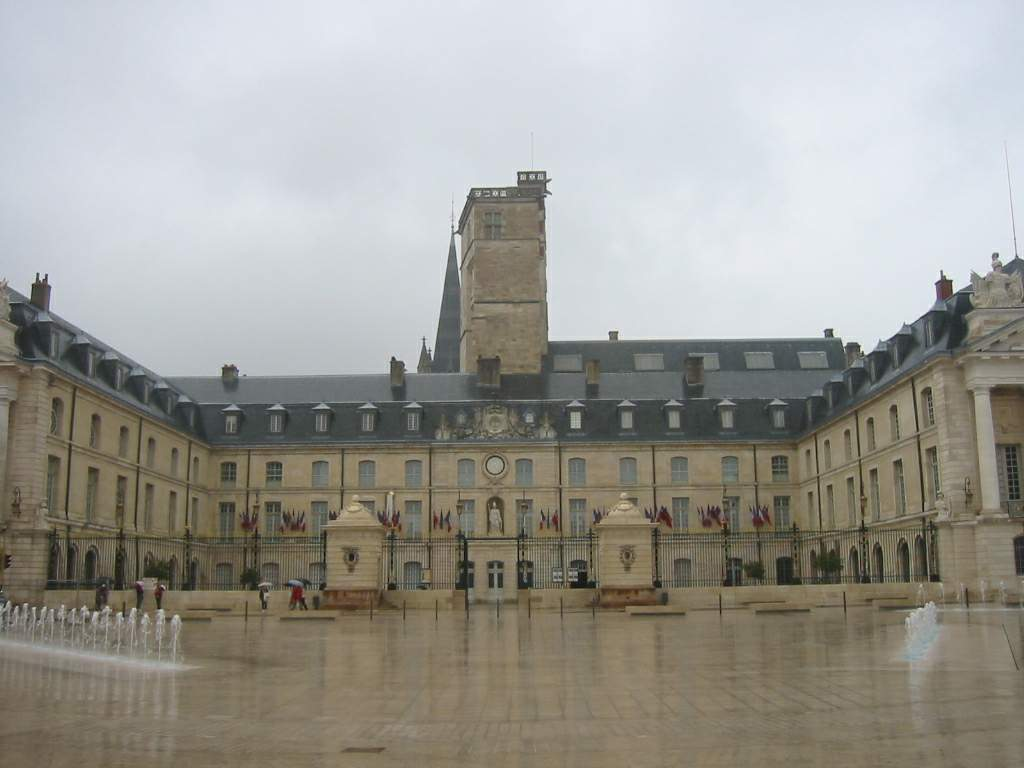
Palais des Ducs et des Étais de Burgogne

- Place de la Libération – a város félkör alakú központja, amelyet a XVII. században alakítottak ki.
- Palais des ducs et des États de Bourgogne – Merész Károly és elődeinek egykori palotáját a XVII. században teljesen átalakították, az épületnek három szárnya van, a középső fölé magasodik a 46 méter magas Tour Philippe-le Bon, a jobb oldali szárny udvarán található a Tour de Bar, ez a torony a XIV. században készült. Ebben az épületben kapott helyet Franciaország egyik legjelentősebb vidéki képzőművészeti múzeuma, a Musée des Beaux-Arts.
- Église Notre-Dame – a templom nagyrészt a XIV. században épült, az épület egyik kápolnájában található Fekete Madonna faszobor a XI. században készült, az egyik legrégebbi ilyen alkotás az országban.
- Hôtel de Vogüé - a palota a XVII. században épült.
- Église St-Michel – a templomot 1529-ben szentelték fel.
- Cathédrale St-Bénigne – a XIII. században kezdték meg építését a katedrálisnak, melynek három nagyobb tornya van, kettő a főbejáratot fogja közre, a harmadik, a huszártorony pedig csaknem 100 méter magas.
- Église St-Philibert – ennek a templomnak ugyancsak a XIII. században kezdték meg az építését.
- Chartreuse de Champmol – az egykori karthauzi kolostor volt a burgundiai hercegek temetkezőhelye, a francia forradalom alatt lerombolták, a legszebb síremlékek a Szépművészeti Múzeumba kerültek.
- Bibliothèque municipale – a városi könyvtár, melyben több mint 300 000 kötet található, köztük számos nagy értékű kódex.

## Demográfia
| Év   | Lakosság |
| ---- | -------- |
| 1793 | 20 760   |
| 1800 | 18 888   |
| 1806 | 22 026   |
| 1821 | 22 397   |
| 1831 | 25 352   |
| 1841 | 26184    |
| 1846 | 27 543   |
| 1851 | 32 253   |
| 1856 | 33 493   |

| Év   | Lakosság |
| ---- | -------- |
| 1861 | 37 074   |
| 1866 | 39 193   |
| 1872 | 42 573   |
| 1876 | 47 939   |
| 1881 | 55 453   |
| 1886 | 60 855   |
| 1891 | 65 428   |
| 1896 | 67 736   |

| Év   | Lakosság |
| ---- | -------- |
| 1901 | 71 326   |
| 1906 | 74 113   |
| 1911 | 76 847   |
| 1921 | 78 578   |
| 1926 | 83 815   |
| 1931 | 90 869   |
| 1936 | 96 257   |
| 1946 | 100 664  |

| Év   | Lakosság |
| ---- | -------- |
| 1954 | 112 844  |
| 1962 | 135 694  |
| 1968 | 145 357  |
| 1975 | 151 705  |
| 1982 | 140 942  |
| 1990 | 146 703  |
| 1999 | 149 867  |
| 2007 | 151 543  |
| 2010 | 151 212  |

## Közlekedés
A város legfontosabb vasútállomása a Gare de Dijon-Ville. A városban villamos is közlekedik.

## Oktatás
- Burgundy School of Business

## Testvérvárosok
- Kolozsvár
- Dallas
- Mainz
- Opole
- Pécs
- Reggio Emilia
- Szkopje
- Volgográd
- York

## Híres szülöttei
- Bernard Courtois (1777–1838) gyógyszerész, vegyész
- Gustave Eiffel (1832–1923) építőmérnök és gyáriparos
- Anne Etter (1941–) Mohéli királyi hercegnő
- Jean-Philippe Rameau (1683–1764) zeneszerző
- François Rude (1784–1855) szobrász